# بوبکر ترائوره (بازیکن فوتبال، زاده ۱۹۹۹)
بوبکر ترائوره (انگلیسی: Boubacar Traoré؛ زادهٔ ۱۴ دسامبر ۱۹۹۹) بازیکن فوتبال اهل مالی است.
وی همچنین در تیم ملی فوتبال مالی بازی کرده است.